# Mémorial national aux forces du Viet Nam (Canberra)

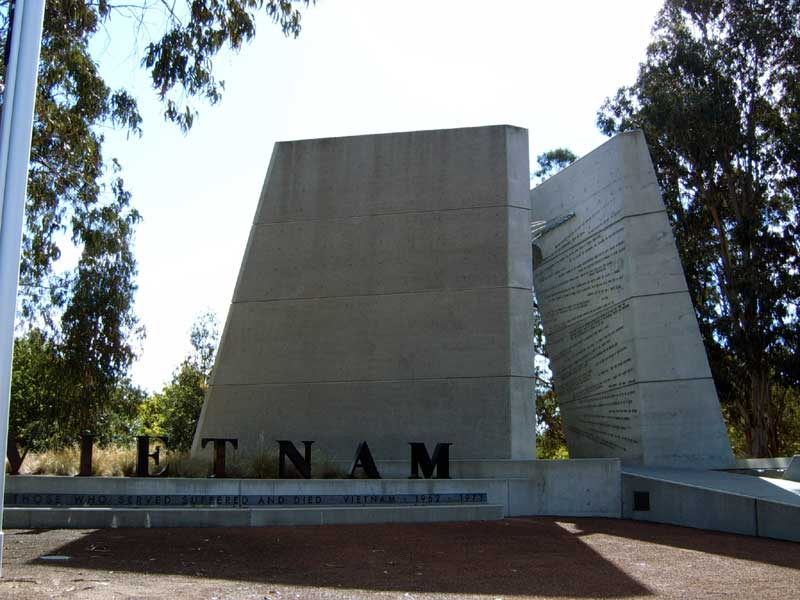
Entrée du mémorial

Le mémorial national aux forces du Viet Nam est situé sur l'ANZAC Parade, la principale avenue pour les cérémonies et les commémorations, à Canberra, la capitale fédérale de l'Australie. Le monument a été inauguré le 3 octobre 1992.
Il a été construit en hommage aux 50 000 soldats australiens des trois armées qui, de 1963 à 1973, ont servi dans la guerre du Viêt Nam.

## Description
Trois stèles de béton inclinées vers le centre, entourées d'une petite tranchée, forment un triangle enserrant un espace de contemplation et de tranquillité.
Un bloc de pierre basse sert à la fois de siège et de lieu de mémoire rendant hommage aux soldats.
À la droite de l'entrée, sur la stèle nord, on peut lire sur un mur de mots 33 citations destinées à rappeler les événements militaires et politiques d'importance de cette guerre. Sur la paroi intérieure de la stèle ouest, une photo gravée montre des troupes australiennes attendant d'être transportées par avion à la base australienne de Nui Dat après l'opération Ullmarah. Les parois offrent des points d'ancrages pour des fils qui supportent une auréole faite de vingt six blocs de granit noir pesant chacun 120 kg : un parchemin contenant les noms des Australiens morts au Vietnam est scellée dans l'une des blocs de l'auréole.
Six sièges entourent le monument, chacun dédié à un soldat australien disparu en action au Vietnam.
Le mémorial a été conçu par le Tonkin Zulaikha Hanford, en association avec le sculpteur Ken Unsworth et construit en grande partie avec des fonds donnés par le public à l'Australian National Vietnam Forces Memorial Committee.

## Galerie

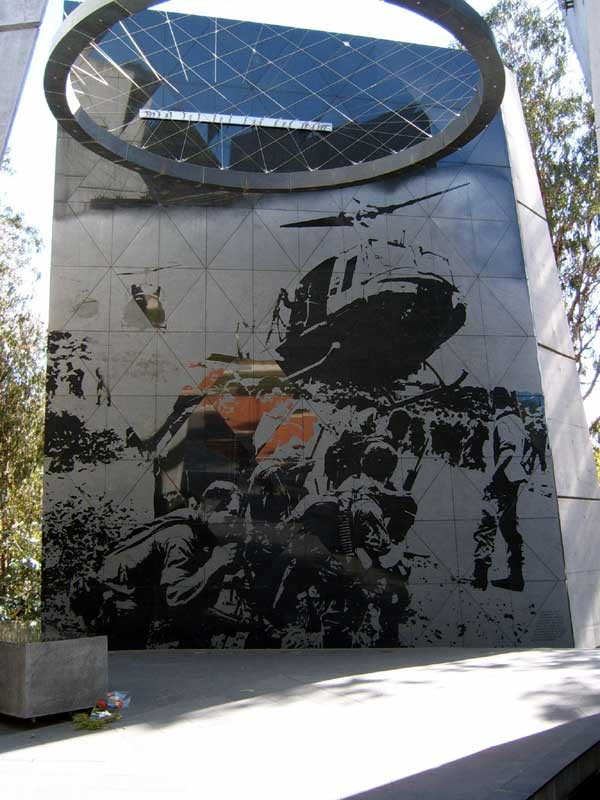
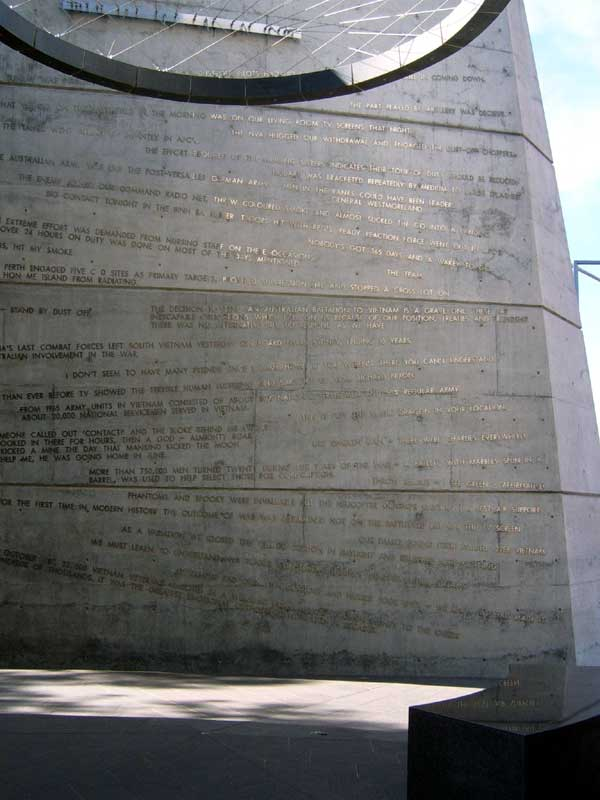